# Strażnica KOP „Mejrany”

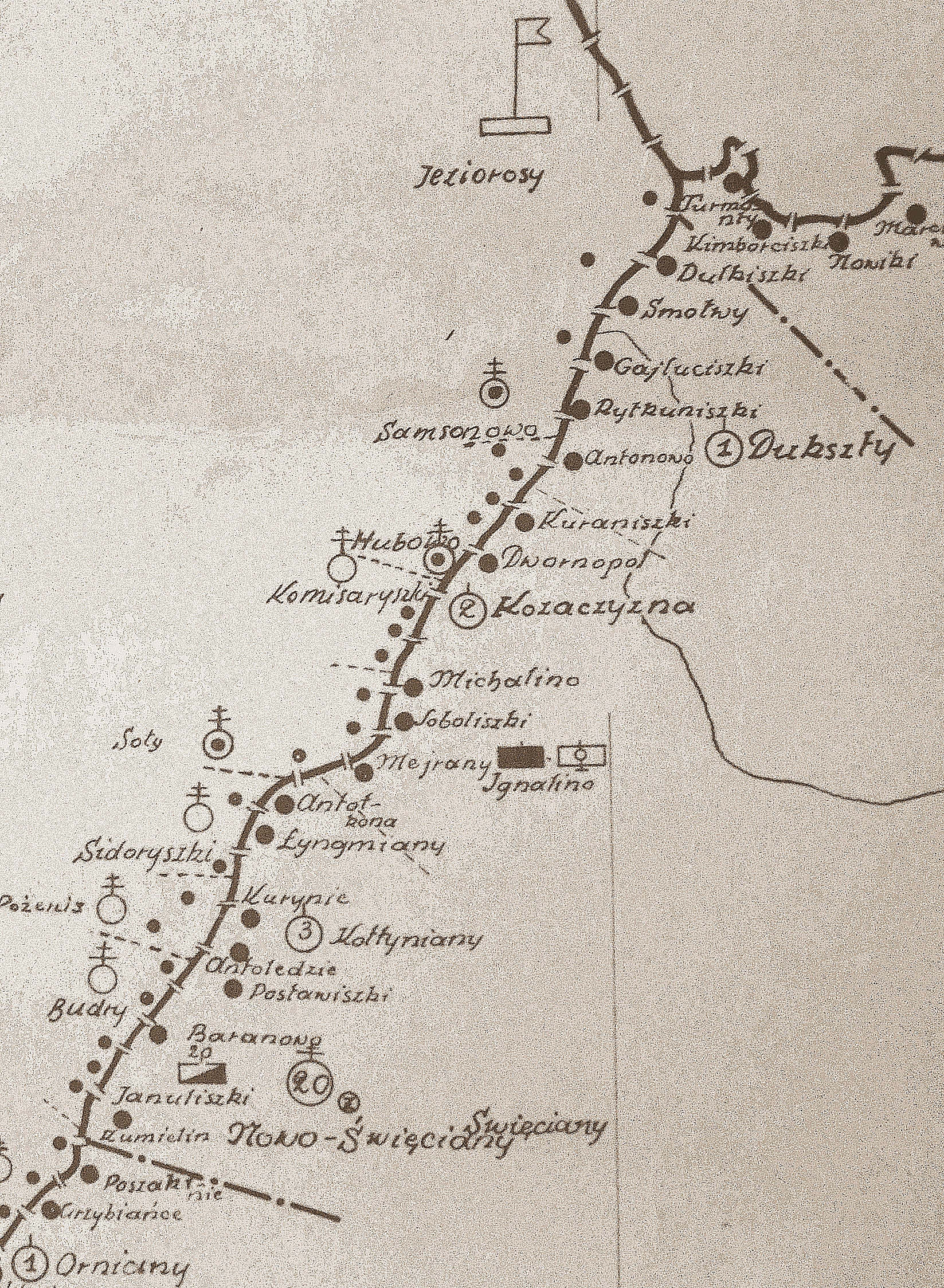
Rozmieszczenie batalionu KOP
„Nowe Świeciany” w 1931

Strażnica KOP „Mejrany” – zasadnicza jednostka organizacyjna Korpusu Ochrony Pogranicza pełniąca służbę ochronną na granicy polsko-litewskiej.

## Formowanie i zmiany organizacyjne
W 1926, w składzie 6 Brygady Ochrony Pogranicza, został sformowany 20 batalion graniczny. W 1928 w skład batalionu wchodziło 12 strażnic. Strażnica KOP „Mejrany” w latach 1929 – 1939 znajdowała się w strukturze 2 kompanii KOP „Ignalino” . Strażnica liczyła około 18 żołnierzy i rozmieszczona była przy linii granicznej z zadaniem bezpośredniej ochrony granicy państwowej.
W 1932 obsada strażnicy zakwaterowana była w budynku prywatnym. Strażnicę z macierzystą kompanią łączył trakt długości 6 km i droga polna długości 10 km.

## Służba graniczna
Podstawową jednostką taktyczną Korpusu Ochrony Pogranicza przeznaczoną do pełnienia służby ochronnej był batalion graniczny. Odcinek batalionu dzielił się na pododcinki kompanii, a te z kolei na pododcinki strażnic, które były „zasadniczymi jednostkami pełniącymi służbę ochronną”, w sile półplutonu. Służba ochronna pełniona była systemem zmiennym, polegającym na stałym patrolowaniu strefy nadgranicznej, wystawianiu posterunków alarmowych, obserwacyjnych i kontrolnych stałych, patrolowaniu i organizowaniu zasadzek w miejscach rozpoznanych jako niebezpieczne, kontrolowaniu dokumentów i zatrzymywaniu osób podejrzanych, a także utrzymywaniu ścisłej łączności między oddziałami i władzami administracyjnymi. Strażnice KOP stanowiły pierwszy rzut ugrupowania kordonowego Korpusu Ochrony Pogranicza.
Strażnica KOP „Mejrany” w 1932 ochraniała pododcinek granicy państwowej szerokości 6 kilometrów 650 metrów, a w 1938 pododcinek szerokości 4 kilometrów 900 metrów od słupa granicznego nr jezioro Osoły do jezioro Dryngis.
Sąsiednie strażnice
- strażnica KOP „Antołksna” ⇔ strażnica KOP „Soboliszki” – 1929[2], 1931[3]
- strażnica KOP „Antołksna” ⇔ strażnica KOP „Michalino” – 1932[4], 1934[5] i w 1938[6]

## Dowódcy strażnicy
plut. Alojzy Szynkowski (VI 1936)